# Anomophysis plagiata
Anomophysis plagiata is een keversoort uit de familie van de boktorren (Cerambycidae). De wetenschappelijke naam van de soort werd in 1884 als Macrotoma plagiata gepubliceerd door Charles Owen Waterhouse.